# Ferrari Purosangue
Ferrari Purosangue är en SUV som den italienska biltillverkaren Ferrari presenterade i september 2022.

## Motor
| Modell     | Motor               | Cylindervolym | Effekt                 | Vridmoment             | Bränslesystem     |
| ---------- | ------------------- | ------------- | ---------------------- | ---------------------- | ----------------- |
| Purosangue | 12-cyl V-motor DOHC | 6496 cm³      | 725 hk vid 7 750 v/min | 716 Nm vid 6 250 v/min | Direktinsprutning |